# 海洋量子號
海洋量子號（英語：MS Quantum of the Seas）是皇家加勒比國際遊輪公司量子級郵輪的主導艦，排水量比起次一級的自由級郵輪多1.4萬英噸，但遜於頂級的綠洲級郵輪；海洋量子號是全球第四大超豪郵輪。
2015年5月，海洋量子號來到中國，從當年6月開始，海洋量子號以上海吳淞口國際郵輪港為母港，常年往來於上海與日本、韓國之間。2019年中旬，隨著海洋光譜號來到上海，海洋量子號開始移師天津。從2019年11月開始，海洋量子號常年往來於天津和新加坡之間，並且在2024年以前每年至少有六個月以新加坡為母港往來於東南亞 。

## 外部連結
- 海洋量子號船位圖
- 皇家加勒比国际邮轮-皇家船队-皇家量子号 （页面存档备份，存于）